# 桑名病院 (新潟県)
社会医療法人桑名恵風会桑名病院（しゃかいいりょうほうじんくわなけいふうかいくわなびょういん）は、新潟県新潟市東区にある医療機関（病院）。24時間対応の救急外来を開き、又一般診療の他に脳神経外科と循環器内科の卒中患者を対象とするストロークセンターを稼動させるなど急性期医療を主とする社会医療法人である。病床数は188床で一般140床（回復期リハビリテーション病棟48床を含む）、療養48床となっている。

## 沿革
- 1953年8月23日 桑名病院開設（院長 桑名義廣）
- 1954年6月1日 医療法人桑名恵風会成立（理事長 桑名昭治）
- 1954年8月1日 医療法人桑名病院開設（院長 桑名義廣） 病床数、一般38床
- 1955年10月9日 結核病棟開設
- 1960年7月15日 精神科開設
- 1960年7月15日 二代目院長に桑名昭治就任
- 1972年7月1日 特定医療法人認可
- 1977年12月6日 脳神経外科を開設
- 1980年12月3日 神経病理部開設（平成5年3月31日閉鎖）
- 1981年8月6日 日本脳神経外科学会認定医訓練施設の指定をうける
- 1987年3月30日 循環器科開設
- 1990年6月1日 訪問看護実施
- 1992年5月1日 院内保育園開設（平成14年4月22日閉鎖）
- 1994年1月1日 三代目院長に三國龍彦就任
- 1995年7月1日 山ノ下訪問看護ステーション開設
- 1997年11月1日 療養型病床群（60床）開設
- 1998年4月1日 四代目院長に小山眞就任
- 1999年5月31日 精神科（43床）廃止 病床数256床
- 2000年2月1日 介護療養型病床20床への転換（平成13年10月31日介護病床辞退）、居宅介護支援事業者取得
- 2001年10月25日 二代目理事長に小山眞就任
- 2002年1月1日 五代目院長に渡邉正人就任
- 2002年4月23日 新病院オープン（230床）、すずらん訪問看護ステーションに名称変更
- 2005年6月20日 財団法人日本医療機能評価機構 医療機能評価Ver4.0認定
- 2009年4月1日 社会医療法人認定
- 2010年10月1日 財団法人日本医療機能評価機構 医療機能評価Ver6.0認定
- 2011年4月1日 DPCに参加
- 2013年6月15日 三代目理事長に渡邉正人就任
- 2013年6月27日 別館新築工事完了
- 2018年4月1日　介護老人保健施設「くわの実の郷」開設
- 2023年5月1日　4階西病棟（一般44床）廃止　病床数188床

## 診察科目
- 脳神経外科
- 循環器内科
- 消化器外科
- 消化器内科
- 外科
- 内科
- 整形外科
- リハビリテーション科
- 肛門外科
- 麻酔科

## 併設施設など
- すずらん訪問看護ステーション
- 訪問リハビリテーション
- 居宅介護支援事業所

## 設定・登録
- 日本脳神経外科学会認定医制度による指定訓練病院
- 日本外科学会外科専門医制度関連施設
- 日本リハビリテーション医学会訓練施設
- 保険医療機関
- 労災保険指定医療機関
- 身体障害者福祉法指定医の配置されている医療機関
- 原子爆弾被害者一般疫病医療取扱医療機関
- 生活保護法指定医療機関
- 特定疾患治療研究事業指定医療機関
- 結核指定医療機関
- 救急告示、2次救急システム病院群輪番制病院

## 交通アクセス
- 新潟交通 E2 空港・松浜線「桑名病院入口」バス停より徒歩2分